# 川村亜未 午前1時のシンデレラ
『川村亜未 午前1時のシンデレラ』（かわむらあみ ごぜんいちじのシンデレラ）は、2012年4月9日から9月10日までTBSラジオで放送されていたトーク番組である。

## 概要
2011年のTBSラジオ開局60周年の記念企画として企画番組「ラジオ東京スピリッツ」を通じて行われた「ラジオパーソナリティ公募プロジェクト」の優勝者、川村亜未が単独でパーソナリティを担当するトーク番組。
月に1回、第2日曜日の深夜に放送していた。
ラジオ番組としては、2012年9月10日の放送をもって終了したが、同年10月以降はポッドキャスト番組として配信する予定であることを、最終回の番組内で告知。実際に、毎週月曜日の午前1時に新作を配信している。
2016年7月以降のポッドキャストから「TBSラジオクラウド」への切り替え後も引き続き配信中。その後、note、またTBSラジオがポッドキャストサービスを再開するようになってからTBS Podcastでの配信も再開された。

## 出演者
- 川村亜未[1]